# Sultanato di Pontianak
Il Sultanato di Pontianak (in malese Kesultanan Pontianak) fu uno stato malese islamico che ebbe vita nella costa occidentale dell'isola del Borneo dal tardo XVIII secolo fino al 1950, parte integrante delle Indie orientali olandesi. Nacque dallo smembramento del Sultanato di Sicadana-Mampawah e fu in buona parte inglobato nel vasto impero di Sambas.
A partire dal XX secolo, con la decadenza di Sambas, divenne il più vasto stato dell'intero Kalimantan.

## Storia
Fu fondato nel 1771 da esploratori dell'Hadhramaut guidati da al-Sayyid Syarif Abdurrahman al-Kadrie, discendente dell'Iram Ali ar-Ridha. Egli ebbe due matrimoni politici a Kalimantan: il primo con la figlia di Panembahan Mempawah, e il secondo con la figlia del Sultanto di Banjar.
Dopo l'arrivo degli esploratori a Pontianak, essi fondarono il Palazzo di Kadariah, e al-Sayyid Syarif ricevette l'appoggio come Sultano di Pontianac dalla compagnia delle Indie Orientali Olandesi.
Il sultanato fu alleato della vicina repubblica di Lanfang.
Nel 1785 perse parte dei suoi domini a causa del vicino sultanato di Sambas di Umar Akamaddin II.
Nel XX secolo, tuttavia, a seguito della decadenza di Sambas divenne il più grande stato in Kalimantan, con una superficie di circa 48000 km².
Durante la Seconda guerra mondiale, il Sultano di Pontianak Syarif Muhammad Alkadrie fu giustiziato dai giapponesi in un incidente nella stessa Pontianak, insieme a tutti gli altri sultani malesi di Kalimantan e anche a due figli dello stesso Sultano, che furono decapitati entrambi.
Il suo successore, Syarif Hamid Alkadrie, fu l'ultimo sovrano. Già internato dalle forze d'occupazione giapponesi, fu deposto dagli indonesiani durante la loro guerra d'indipendenza.

## Geografia
Il sultanato si trovava sulla foce del fiume Kapuas nell'attuale provincia di Kalimantan Occidentale in Indonesia. Il palazzo residenziale del sultano era invece situato in quella che poi divenne la città di Pontianak.

## Elenco di sultani di Pontianak
| Foto | Foto                  | Sultano                     | Regno     |
| ---- | --------------------- | --------------------------- | --------- |
| 1    |                       | Syarif Abdurrahman Alkadrie | 1771–1808 |
| 2    |                       | Syarif Kasim Alkadrie       | 1808–1819 |
| 3    |                       | Syarif Osman Alkadrie       | 1819–1855 |
| 4    |                       | Syarif Hamid Alkadrie       | 1855–1872 |
| 5    |                       | Syarif Yusuf Alkadrie       | 1872–1895 |
| 6    |                       | Syarif Muhammad Alkadrie    | 1895–1944 |
| 7    | Syarif Hamid Alkadrie | Syarif Hamid Alkadrie       | 1945–1950 |